# 泽尔达·菲茨杰拉德
泽尔达·菲茨杰拉德（英語：Zelda Fitzgerald，/ˈzɛldə fɪtsˈdʒɛrəld/，1900年7月24日—1948年3月10日），本名泽尔达·塞尔（Zelda Sayre）是一位美国小说家、社交名流和美國作家弗朗西斯·斯科特·菲茨杰拉德的妻子。
出生于蒙哥马利。她是1920年代的偶像，被她的丈夫戏称为「美国第一轻佻女子」。她和丈夫史考特是爵士時代的象徵。史考特的第一部小说《人间天堂》（1920年）很成功，使他們得以與上流社會人士往來，但他們的婚姻因飲酒放蕩、不忠和痛苦指責而岌岌可危。深受泽尔达厭惡的歐内斯特·海明威，則將史考特創作產量不斷下降一事歸咎於她，但其實她的日記為史考特的小說提供了很多素材。在診斷出罹患躁鬱症後，泽尔达經常被關在專科診所。史考特在1940年突然去世，夫妻陰陽永隔。1948年泽尔达在北卡羅來納州阿什維爾的一場醫院火災中去世。
南希·米爾福所寫的1970年傳記《Zelda》被列在普立茲獎的競爭者候選名單上。1992年，泽尔达被入選阿拉巴馬女性名人堂。她的生活在2017年電視劇《緣起澤爾達》中被戲劇化。

## 生平
泽尔达来自保守的南方社会，是芭蕾音乐会和精英乡村俱乐部赛事的明星。高中毕业后不久，她在一个乡村俱乐部跳舞时遇到了菲茨杰拉德，但她的家人对此非常不满。菲茨杰拉德仍然坚持向泽尔达求爱。随着1920年3月20日菲茨杰拉德第一本书出版，他们的经济获得保障。泽尔达同意前往纽约结婚，并和他一起住。1920年4月3日他们在纽约结婚，他们有一个女儿，出生于1921年。后来夫妻俩搬到了欧洲。斯科特因《了不起的盖茨比》和他的短篇小说而广受赞誉，但是他们的婚姻并不幸福。斯科特将自己的关系，材料写进他的小说中，甚至借用泽尔达的日记片段来写自己虚构的女英雄。而泽尔达为了寻求自己的艺术身份，开始写杂志文章和短篇小说，并在27岁时迷恋上芭蕾舞，并以此为事业，练得身心疲惫。
他们的婚姻关系紧张，斯科特經常酗酒，泽尔达越来越不稳定，1930年她被送进位于马里兰州陶森的一家療養院，在那里她被诊断为躁鬱症（根据学者推测，更可能是思覺失調症）。在那里，她写了半自传体小说《为我留下那首华尔兹》，出版于1932年。斯科特很气她从自己的生活中取材，之後他也做同样的事，在1934年出版了《夜色温柔》，这两部小说提供了夫妻双方婚姻失败的对比描写。
回到美国后，斯科特开始尝试为好莱坞写剧本，并开始了与电影专栏作家Sheilah Graham交往。1936年，泽尔达被送进北卡罗来纳州阿什维尔的一家精神病院。斯科特于1940年在好莱坞去世，一年半以前最后一次见到泽尔达。泽尔达花了她剩下的时间写作第二本小说，但没有完成。1948年，她在医院的火灾中死亡。
夫妻俩的生活一直是畅销书，电影和学者关注的课题。他们是爵士時代，咆哮的二十年代和迷惘的一代的象征。泽尔达死后人们发现了她的新角色：1970年以后的流行传记刻画了她作为一个霸道的丈夫控制下的受害者，她成为了女权主义的偶像。1992年她入选阿拉巴马女性名人堂。

## 遗产和影响
泽尔达是是歌曲《Witchy Woman》的灵感来源，唐·亨利和伯尼·利登在读过泽尔达的传记后，为老鹰乐队创作了这首充满诱惑的女巫之歌；她是她丈夫弗朗西斯·斯科特·菲茨杰拉德的缪斯女神和身后的天才，也是那个充满野性、迷人的爵士時代的典型“飛來波女郎”。
泽尔达（Zelda）的名字是任天堂電子遊戲《傳說》（The Legend of Zelda）系列中同名角色公主的灵感来源。1989年，弗朗西斯·斯科特和泽尔达·菲茨杰拉德博物馆在阿拉巴马州蒙哥马利开业。博物馆位于他们于1931年和1932年短暂租用的一栋房子内。这里是少数几个展示泽尔达画作的地方之一。
1992年，泽尔达和她的女儿斯科蒂死后入选阿拉巴馬女性名人堂。